# Back to the Bars
Back to the Bars är ett livealbum av Todd Rundgren, utgivet 1978. Det är inspelat samma år under tre kvällar, på Bottom Line i New York, the Roxy i Los Angeles respektive the Agora i Cleveland.
Albumet blev som bäst 75:a på Billboardlistan.

## Låtlista
Samtliga låtar skrivna av Todd Rundgren, om annat inte anges.

### Skiva ett
1. "Real Man" - 4:47
2. "Love of the Common Man" - 4:25
3. "The Verb "To Love"" - 8:01
4. "Love in Action" - 3:44
5. "A Dream Goes on Forever" - 2:33
6. "Sometimes I Don't Know What to Feel" - 4:23
7. "The Range War" - 2:46
8. "Black and White" - 5:34
9. "The Last Ride" - 6:04
10. "Cliché" - 4:13
11. "Don't You Ever Learn?" - 5:55

### Skiva två
1. "Never Never Land" (Betty Comden, Adolph Green, Jule Styne) - 2:49
2. "Black Maria" - 5:42
3. "Zen Archer" - 5:27
4. "Medley: I'm So Proud/Ooh Baby Baby/La la Means I Love You/I Saw the Light" (Thom Bell, William Hart, Curtis Mayfield, Warren Moore, Smokey Robinson, Todd Rundgren) - 11:09
5. "It Wouldn't Have Made Any Difference" - 4:40
6. "Eastern Intrigue" - 5:58
7. "Initiation" - 6:36
8. "Couldn't I Just Tell You" - 4:04
9. "Hello It's Me" - 4:26